# Elezioni parlamentari in Belgio del 1987
Le elezioni parlamentari in Belgio del 1987 si tennero il 13 dicembre per il rinnovo del Parlamento federale (Camera dei rappresentanti e Senato). In seguito all'esito elettorale, Wilfried Martens, espressione del Partito Popolare Cristiano, fu confermato Primo ministro.

## Risultati

### Camera dei rappresentanti
| Liste                                                        | Voti      | %     | Seggi |
| ------------------------------------------------------------ | --------- | ----- | ----- |
| Partito Popolare Cristiano                                   | 1 195 363 | 19,45 | 43    |
| Partito Socialista (PS)                                      | 961 361   | 15,64 | 40    |
| Partito Socialista (SP)                                      | 915 432   | 14,90 | 32    |
| Partito per la Libertà e il Progresso                        | 709 758   | 11,55 | 25    |
| Partito Riformatore Liberale                                 | 577 959   | 9,41  | 23    |
| Unione Popolare                                              | 495 120   | 8,06  | 16    |
| Partito Social-Cristiano                                     | 491 908   | 8,00  | 19    |
| Agalev                                                       | 275 437   | 4,48  | 6     |
| Ecolo                                                        | 157 988   | 2,57  | 3     |
| Blocco Fiammingo                                             | 116 534   | 1,90  | 2     |
| Fronte Democratico dei Francofoni                            | 71 338    | 1,16  | 3     |
| Partito Comunista del Belgio                                 | 51 046    | 0,83  | –     |
| Partito del Lavoro del Belgio                                | 45 218    | 0,74  | –     |
| Partito Operaio Socialista/Partito Socialista dei Lavoratori | 31 446    | 0,51  | –     |
| Raggruppamento Vallone                                       | 12 391    | 0,20  | –     |
| Fronte Nazionale                                             | 7 596     | 0,12  | –     |
| Unione Democratica per il Rispetto del Lavoro                | 6 452     | 0,10  | –     |
| Verdi                                                        | 6 096     | 0,10  | –     |
| Partito dei Belgi Germanofoni                                | 5 683     | 0,09  | –     |
| Altri                                                        | 11 081    | 0,18  | –     |
| Totale                                                       | 6 145 207 | 100   | 212   |

### Senato
| Liste                                                            | Voti      | %     | Seggi |
| ---------------------------------------------------------------- | --------- | ----- | ----- |
| Partito Popolare Cristiano                                       | 1 169 377 | 19,22 | 22    |
| Partito Socialista (PS)                                          | 958 686   | 15,76 | 20    |
| Partito Socialista (SP)                                          | 896 294   | 14,73 | 17    |
| Partito per la Libertà e il Progresso                            | 686 440   | 11,28 | 11    |
| Partito Riformatore Liberale                                     | 564 367   | 9,28  | 12    |
| Unione Popolare                                                  | 494 410   | 8,13  | 8     |
| Partito Social-Cristiano                                         | 474 370   | 7,80  | 9     |
| Agalev                                                           | 299 049   | 4,92  | 3     |
| Ecolo                                                            | 168 491   | 2,77  | 2     |
| Blocco Fiammingo                                                 | 122 953   | 2,02  | 1     |
| Fronte Democratico dei Francofoni                                | 77 522    | 1,27  | 1     |
| Partito Comunista del Belgio                                     | 52 318    | 0,86  | –     |
| Partito del Lavoro del Belgio (PTB/PVDA)                         | 43 386    | 0,71  | –     |
| Partito Socialista dei Lavoratori/Partito Operaio Socialista     | 32 187    | 0,53  | –     |
| Raggruppamento Vallone                                           | 14 333    | 0,24  | –     |
| Verdi                                                            | 7 648     | 0,13  | –     |
| Unione Democratica per il Rispetto del Lavoro                    | 6 203     | 0,10  | –     |
| Partito delle Forze Nuove - Partito Comunitario Nazional-Europeo | 5 614     | 0,09  | –     |
| Partito dei Belgi Germanofoni                                    | 5 588     | 0,09  | –     |
| Partito Liberale Cristiano                                       | 3 144     | 0,05  | –     |
| Partito Femminista Unificato                                     | 1 127     | 0,02  | –     |
| Unione dei Progressisti Valloni - Partito Liberale Cristiano     | 475       | 0,01  | –     |
| Totale                                                           | 6 083 982 | 100   | 106   |